# Paralimna ustulata
Paralimna ustulata är en tvåvingeart som beskrevs av Wirth 1956. Paralimna ustulata ingår i släktet Paralimna och familjen vattenflugor. Inga underarter finns listade i Catalogue of Life.